# Makuszyno
Makuszyno – miasto w Rosji, w obwodzie kurgańskim. W 2010 roku liczyło 8338 mieszkańców.